# アストリッド・ヴァルナイ
イボリカ・アストリッド・マリア・ヴァルナイ（Ibolyka Astrid Maria Varnay、1918年4月25日 - 2006年9月4日）は、ハンガリー系アメリカ人の声楽家。特にワーグナーやリヒャルト・シュトラウスの主役を歌う代表的なドラマティック・ソプラノの一人として、主にアメリカとドイツのオペラの舞台で活躍した。スウェーデン生まれでドイツで亡くなっている。先輩のキルステン・フラグスタートや後輩のビルギット・ニルソンに比べて日本での知名度は低いが、それは録音嫌いのためであり、戦後のバイロイト音楽祭の最も重要な歌手といわれている という。名前はドイツ語読みでアストリットまたはアストリートと表記される場合がある。

## バックグラウンド
ヴァルナイの両親は両方ともハンガリー人で、 オーストリアハンガリー帝国の小さな町で生まれたが、彼女は両親が第一次世界大戦中に住んでいたストックホルムで生まれた。両親は彼女の紫青の目のためにイボリカ（ハンガリー語：スミレ）と名付けた。1988年のインタビューで、生まれたのはストックホルムだが、祖先はハンガリー人、フランス人、ドイツ人だと語っている。彼女の母親（1889年10月15日生まれ）マリア・ユングハンス（歌手としてステージに上がったときに姓をヤヴォルに変えた）は、著名なコロラトゥーラ・ソプラノで、録音も残している。彼女の父親（1889年9月11日生まれ）アレクサンダー・ヴァルナイはスピント・テノールであった。 オペラはいわば家業であり、このためヴァルナイは世界中の歌劇場を背にして育った。父アレクサンダーはクリスチャニア（現オスロ）にオペラ・コミック座を創設し、両親はともにその経営に当たった (1918–1921)。ヴァルナイはキルステン・フラグスタートの衣裳室の最下段の抽斗を揺り籠にして育てられたこともあった。
その後一家はアルゼンチンに、やがてニューヨークに移り、その地で1924年に父親がまだ35歳の若さで没している。母親はテノール歌手フォルトゥナート・デ・アンヘリスと再婚し、家族はニュージャージーに定住した。その頃ヴァルナイはピアニストとなるべく学習中であったが、18歳で歌手になることを決心し、母親から猛烈な声楽の指導を受けた。

## 経歴
1年後、フラグスタートが手はずを整え、メトロポリタン歌劇場の指導員ヘルマン・ヴァイゲルト（1890年 - 1955年）の薫陶を受ける。22歳になるまでにハンガリー語やドイツ語、英語、フランス語、イタリア語を覚え、ワーグナー作品の11の役柄を含めて、ソプラノ・ドラマティコの重要な15の役柄（ゼンタ、エルザ、エリザベート、エファ、ジークリンデ、3つ『ワルキューレ』『ジークフリート』『神々の黄昏』のすべてのブリュンヒルデ、イゾルデ 、第三のノルン、グートルーネ、レオノーレ、アイーダ、デスデーモナ、サントゥッツァ）を身に付けた。彼女はまた、メゾソプラノのおそるべき能力も備えていた。これはワーグナー『ローエングリン』オルトルートやリヒャルト・シュトラウス『エレクトラ』クリュテムネストラ（同作の重要な役の1つ）などの演唱で発揮された。
1941年12月6日にメトロポリタン歌劇場にロッテ・レーマンの代役として殆どリハーサルなしで出演し、ワーグナー『ワルキューレ』ジークリンデを歌唱、その様子が実況放送されるとセンセーショナルなデビューとなった。これは彼女が主役を演じた初めての機会であり、しかもそれが大成功を収めたのである。6日後には、病気になったヘレン・トローベルの代わりに『ワルキューレ』ブリュンヒルデを演じている。ヴァルナイとヴァイゲルトは親密になり、1944年 に結婚した。この頃にはかつてのメトロポリタン歌劇場のテノール歌手、ポール・アルトハウスの指導も受けている。1956年までメトロポリタン歌劇場の常連であった。
1948年にコヴェント・ガーデンに『イゾルデ』でデビューし、1949年にはリヒャルト・シュトラウス『エレクトラ』を歌っている。1951年にはヴェルディ『マクベス』マクベス夫人でフィレンツェにアメリカ人として初めて（彼女は1943年にアメリカ合衆国の市民権を得ている）デビューし、マルタ・メードルと演出家のグスタフ・グリュントゲンスと知り合った。同年にはフラグスタートのとりなしで、第二次大戦後に初めて復活したバイロイト音楽祭にもデビューしている。本来はフラグスタートがバイロイトに招かれていたのだが、フラグスタートはこれを断わり、ヴィーラント・ワーグナー宛にヴァルナイの推薦状を送っていたのである。ヴァルナイは戦後の新しいバイロイトの共同制作者とみなされており、マルタ・メードル、ビルギット・ニルソンとともに「戦争後の3人の偉大なワーグナープリマドンナ」の1人 と呼ばれ、1968年まで 出演を続けた。1951年秋、ヴァルナイはベルリンで初めて歌ったが、その1年後はミュンヘンのプリンスリージェント劇場で8回公演した。彼女は1955年からデュッセルドルフ-デュースブルクのライン・ドイツ・オペラで定期的に歌い、年間36公演のヨーロッパ初の年間契約を結び、数年間歌唱教師としても働いていた。
メトロポリタン歌劇場の監督ルドルフ・ビングに評価されていないことが明らかになると、同歌劇場を去り、それ以外の世界の主要な歌劇場の大黒柱となった。とりわけドイツにおいては、ワーグナーやリヒャルト・シュトラウスの楽劇のヒロイン像で名を馳せたが、ヴェルディのいくつかの作品でも活躍した。1970年からロベルト・シューマン音楽院のマスタークラスの責任者を務め、1975年から1979年までロベルト・シューマン大学デュッセルドルフで教授を務めていた。夫が亡くなった後（1955年）、彼女は1959年にミュンヘンに定住し、死去時までそこで暮らしていた。
1969年に、約30年にわたるソプラノ・ドラマティコとしての活躍を断念するが、この数値は当時のソプラノ歌手としては最長記録であった。それ以降はメゾソプラノ歌手に転向している。20年にわたって偉大なエレクトラ歌手（リヒャルト・シュトラウスの楽劇『エレクトラ』のタイトル・ロール）として活動したヴァルナイは、今や成熟したクリュテムネストラ歌手を務めるようになったのである。また、リヒャルト・シュトラウス『サロメ』ヘロディアスは、彼女が最も多く演じた役となった。1974年にメトロポリタン歌劇場に復帰したが、1979年のクルト・ヴァイル『マハゴニー市の興亡』の出演が同歌劇場への最後の出演となった。
1975年に、彼女は『サロメ』ヘロディアスとしてテレサ・ストラータスとともにウィーンフィルハーモニー管弦楽団の映画に出演している。監督はゲッツ・フリードリヒであった。
1980年代半ばには、特色のある役柄が彼女の専門分野になった。その後、1991年に至るまで、主要なヨーロッパの歌劇場で偉大な指揮者や演出家たちと共演した。 合計で『ローエングリン』オルトルートや『イゾルデ』は100回以上、ブリュンヒルデはほぼ140回歌った。『エレクトラ』は当たり役で、エレクトラは79回、クリュテムネストラは121回歌っている。晩年で成功した役柄の1つは『サロメ』ヘロディアスで、合計213回歌った。1990年に膝の手術が必要になり、出演が限られるようになった。
1987年にはミュンヘンオペラスタジオの教員となった。1995年にミュンヘンのバイエルン国立歌劇場でムソルグスキー『ボリス・ゴドゥノフ』乳母として最後の舞台を踏み、メトロポリタン歌劇場へのデビューから55年間の舞台人生に終止符を打った。1998年にドナルド・アーサーとの共著で自叙伝を上梓、英語版“Fifty-Five Years in Five Acts: My Life in Opera”（5幕の55年）と独語版“Hab' mir's gelobt”（自身を讃える）が出版されている。
2004年には、彼女の生涯とニューヨークでの最初の経歴を追ったドキュメンタリー“Never Before”がアメリカで絶賛された。『エレクトラ』や『サロメ』などのリヒャルト・シュトラウスの主役やワーグナーの役の録音はメディアの宝の一つであり、彼女の大役の放送公演のテープ起こしは彼女の芸術性を音で残している。また、いくつかのビデオは晩年の彼女の演技力を証拠として残している。ヴァルナイは2006年9月4日に88歳でミュンヘンで亡くなった。墓所はミュンヘンのパーラハー・フォルストにある。

## 評価
ヴァルナイは、彼女の後にバイロイトに来て多くの役を共にしたビルギット・ニルソンや、マルタ・メードルと同様なパワフルな声を持っていた。彼女の暗い音色はより温かく、歌声はより表現力に富んでいたが、言葉の発音はあまり明確ではなかった。ニルソンは鋼のような声だが、ヴァルナイは人間的な声である。ヴァルナイの存在が比較的忘れられがちなのは、レパートリーが少ないことと、ゲスト出演が少ないことが原因であろう。また、ヘルベルト・フォン・カラヤン指揮の1964年の『エレクトラ』のように、音のうえでは平凡なライブ録音があることも一因のようである。
一部のオペラ歌手とは異なり、ヴァルナイは演技の上でも非常に才能のある歌手であった。第一に『エレクトラ』、また『トリスタンとイゾルデ』の第1幕、『神々の黄昏』の第2幕、特に『ジークフリート』の第3幕で、"Heil Dir Sonne"を歌い始める前の覚醒の瞬間が印象的であった。立ち上がるときのボディーランゲージと、言葉にならないほど豊かな表情は、劇的なオペラの体験として人々の記憶に残るであろう。晩年の舞台では、クリュテムネストラとヘロディアス、ヤナーチェク『カーチャ・カバノヴァー』カバニチャ、『イェヌーファ』ブリヤ家のおばあさん、マスカーニ『カヴァレリア・ルスティカーナ』ルチアのカメオ出演などで観客を魅了した。
多く言及されることであるが、ヴィーラント・ワーグナーはバイロイトの何もない舞台について批判されたときにこう答えたと言われている。「アストリッド・ヴァルナイがいるのに、どうしてステージに木が必要なのですか？」。演出家のグスタフ・グリュントゲンスはヴァルナイの崇拝者として知られていたが、1951年にヴェルディ『マクベス』マクベス夫人でヴァルナイがフィレンツェにデビューしたとき、自分が歌手ではないことをとても残念に思ったという。
1963年、彼女はその功績が認められ、バイエルンの宮廷歌手の称号を与えられた。

## 引用
「アストリッドは特別だ。彼女は偉大な歌う女優で、演じることも、顔の表情を作ることも、体で表現することも、声で表現することもできる。舞台の上での全てを行うことができるのだ」
```
－マーティン・バーンハイマー, 音楽評論家 
ロサンゼルス・タイムズ
[
15
]
```

## 受賞・栄典
- 1963：バイエルンの宮廷歌手
- 1981：バイエルンマクシミリアン科学芸術協会のメンバー
- 1988：ヴィルヘルム・ピッツ賞（バイロイト祝祭合唱団によるドイツオペラ合唱団とステージダンサー労働組合の協会）
- 1988：ドイツ連邦共和国功労勲章大功労十字章
- 1993：ノルトライン＝ヴェストファーレン州の功労勲章
- 2003：バイエルン国立歌劇場からのマイスタージンガーメダル
- バイロイト市のゴールデンリング
- リヒャルトワーグナー協会ザールブリュッケン名誉会員

## 代表的な録音
※全てライヴ録音である。
ワーグナー：さまさまよえるオランダ人－バイロイト祝祭合唱団＆管弦楽団
- 指揮： ヨーゼフ・カイルベルト
- 主な歌手： ヘルマン・ウーデ（オランダ人）、アストリッド・ヴァルナイ（ゼンタ）、ルートヴィヒ・ヴェーバー（ダーラント）、ルドルフ・ルスティヒ（エリック）、ヨーゼフ・トラクセル（舵取り）、エリーザベト・シャーテル（マリー）
- 録音場所と日付：バイロイト祝祭劇場 、1955年8月7、15、19日（ステレオ）
- レーベル：Testament SBT2 1384（2 CDs）

ワーグナー： ローエングリン－バイロイト祝祭合唱団＆管弦楽団
- 指揮： オイゲン・ヨッフム
- 主な歌手：ヴォルフガング・ヴィントガッセン（タイトルロール）、ビルギット・ニルソン（エルザ）、アストリッド・ヴァルナイ（オルトルート）、テオ・アダム（ハンイリヒ1世）、ヘルマン・ウーデ（テルラムント）、ディートリッヒ・フィッシャー＝ディースカウ（伝令）
- 録音場所と日付： バイロイト祝祭劇場、1954
- レーベル：Archipel

ワーグナー： 神々の黄昏－バイロイト祝祭合唱団＆管弦楽団
- 指揮：ハンス・クナッパーツブッシュ
- 主な歌手：アストリッド・ヴァルナイ（ブリュンヒルデ）、ヨーゼフ・グラインドル（ハーゲン）、ヴォルフガング・ヴィントガッセン（ジークフリート）、オットー・ヴィーナー（グンター）
- 録音場所と日付：バイロイト祝祭劇場、1958
- レーベル：Walhall Eternity Series WLCD 0249（4 CDs）